# Unionistas de Salamanca Club de Fútbol
El Club Deportivo Unionistas de Salamanca Club de Fútbol (coloquialmente conocido como Unionistas de Salamanca C.F., o simplemente Unionistas) es un club de fútbol español de la ciudad de Salamanca, en la comunidad autónoma de Castilla y León, España. Fue fundado el 26 de agosto de 2013 por varios miembros de la Plataforma de Aficionados Unionistas y otros seguidores y aficionados de la Unión Deportiva Salamanca como "homenaje" a dicho equipo, después de que este desapareciese el 18 de junio anterior. Milita en la Primera Federación, la tercera categoría del fútbol español, jugando sus partidos como local en el Estadio Municipal Reina Sofía.
Desde la temporada 2024-2025, tras la aprobación por parte de los socios, cuenta con un equipo femenino, que compite en la Liga Doble G, Grupo B.
El club está gestionado democráticamente por sus propios aficionados a través de la máxima "un socio, un voto", siguiendo el modelo de otros equipos como el Football Club United of Manchester o el Association Football Club Wimbledon, y se incluye dentro del movimiento de fútbol popular español.

## Historia

### Temporada 2013-14: duelo por la UDS y creación de USCF
En los últimos meses de existencia de la Unión Deportiva Salamanca, club de fútbol referente de la ciudad, un grupo de aficionados y seguidores del equipo creó la Plataforma de Aficionados Unionistas con el objetivo de encontrar una solución a los graves problemas económicos que amenazaban la supervivencia de la entidad. Sin poder superar dichos problemas, la UDS fue disuelta por resolución judicial el 18 de junio de 2013 y, tras la desaparición del histórico club de fútbol de Salamanca, los miembros de la PAU propusieron al resto de aficionados y peñistas unionistas la creación de un nuevo equipo que sirviese de homenaje a la UDS y mantuviese vivo su recuerdo, sin suplantar su identidad ni hacerse pasar por ella.
El 26 de agosto de 2013 se firmaron los estatutos del club, nombrándose como presidente de manera consensuada a Javier Tejedor Rodríguez, uno de los miembros más activos de la PAU. Se decidió guardar una temporada de luto sin salir a competir para fortalecer la estructura del club y buscar todos los apoyos económicos y sociales posibles durante ese tiempo. Se creó un grupo de trabajo formado por voluntarios todavía en funcionamiento, organizado en diferentes departamentos como área deportiva, gestión comercial, comunicación, diseño o finanzas entre otros. En los primeros meses de existencia se acuerda crear una estructura de cantera que favoreciese el futuro del club, cuyos equipos comenzarían a competir la siguiente temporada. En sus inicios, Unionistas contó también con el apoyo de varias personalidades como el entonces seleccionador nacional Vicente del Bosque o el actor y humorista Dani Rovira, quienes se hicieron socios del club.
Las primeras elecciones a la presidencia de Unionistas fueron convocadas el 24 de marzo de 2014 y a ellas concurrió únicamente la candidatura que encabezaba el presidente saliente, por lo que las elecciones previstas para el día 26 de abril nunca llegaron a celebrarse y el 15 de abril Javier Tejedor renovó su cargo por 3 años.

### Temporada 2014-15: el debut
El 31 de julio de 2014, el Ayuntamiento de Salamanca ofreció la posibilidad de que el club disputase sus partidos como local en el Estadio Municipal Rosa Colorado, conocido popularmente como "La Sindical". 
Unionistas fue inscrito oficialmente el 2 de septiembre de 2014 por la Federación de Castilla y León de Fútbol en la Provincial de Salamanca, última división del fútbol salmantino. El 3 de septiembre se iniciaba la primera pretemporada del club disputando un amistoso contra la UD Santa Marta en su estadio y cayendo derrotados por 1-0. Durante los meses de septiembre y octubre el club continuó su pretemporada, jugando distintos partidos amistosos. 
El objetivo de la entidad para la primera temporada fue la consecución del campeonato de Provincial y el correspondiente ascenso a categoría Regional. Unionistas cerró la primera vuelta como campeón de invierno con 28 puntos, 9 más que el Monterrey. En la decimonovena jornada Unionistas logra, a falta de 4 jornadas para finalizar el campeonato, vencer al Salamanca Monterrey proclamándose campeón matemático de la Provincial de Salamanca. 
La temporada se cerró con la victoria 5-0 frente al Villamayor en la vigesimosegunda jornada, y con la disputa de las dos veces aplazada decimotercera jornada, en la que se goleó al Carbajosa B 11-0 en La Sindical como traca final de la fiesta vivida a lo largo de toda la temporada.

### Temporada 2015-16: traslado a "Las Pistas"
Tras el ascenso de categoría y habiendo registrado unas multitudinarias entradas en La Sindical, el Ayuntamiento de Salamanca autoriza a que el equipo juegue sus partidos como local en el "Ciudad de Salamanca", popularmente conocido como Las Pistas del Helmántico. Esta decisión obliga a jugar los partidos entre las 15:00 horas del sábado y las 15:00 horas del domingo (salvo en el caso de partidos aplazados, en día laborable o de jornada unificada). 
En la temporada 2015/16 el club debuta en Regional colocándose rápidamente como líder de su grupo y manteniendo ese puesto durante todo el ejercicio. El objetivo de la entidad fue el ascenso de categoría, hecho que solo se garantizaba consiguiendo el primer puesto del grupo. En la decimoquinta jornada, Unionistas se enfrentó al CD Simancas en un partido decretado como "día de ayuda al club": el equipo venció por 2-0 y se proclamó, otra vez, campeón de invierno. 
Se logra el ascenso a Tercera División con cinco jornadas de antelación al término de la liga, tras vencer al Onzonilla por 3-0 el 16 de abril de 2016, en partido correspondiente a la 29.ª jornada del campeonato de liga. Finaliza la competición siendo el mejor equipo de toda España de cuantos militan en Regional, y el mejor de la Regional de Castilla y León de los últimos veinte años.

### Temporada 2016-17: debut en categoría nacional
En la temporada 2016/17 el equipo debuta en categoría nacional contra La Virgen del Camino, logrando una victoria por 2-0 gracias a los goles de Óskar Martín y Álex González . En esta campaña el equipo consiguió un récord de imbatilibidad al no ser derrotado durante 54 partidos oficiales consecutivos, racha truncada en la jornada 19 tras la derrota ante la Gimnástica Segoviana por 2-0. 
Finalmente acaba la temporada como tercer clasificado, lo que le dio derecho a disputar el play-off o fase de ascenso a 2.ª División B. Su primer rival fue el murciano Águilas FC: en el partido de ida celebrado en Las Pistas el resultado es de 1-0, y en la vuelta se consigue un empate (1-1) que le clasifica para la siguiente ronda de la fase de ascenso a Segunda B, contra el Olímpic de Xàtiva. En la ida, Unionistas se impuso por 1-0. En el partido de vuelta el Olímpic se impuso por 5-0, con lo que Unionistas quedó eliminado.
El 18 de abril de 2017 fue proclamado presidente Miguel Ángel Sandoval Herrero, puesto que su candidatura fue la única que concurrió a las elecciones a la presidencia del club, quien presentó una opción de continuidad en la que se incluía como vicepresidente a Javier Tejedor, presidente saliente, manteniéndose la mayoría de los vocales.

### Temporada 2017-18: el campeonato como objetivo
Tras un inicio de temporada dubitativo, Unionistas se coloca líder al término de la jornada 13 gracias a la victoria por 4-0 al Becerril y la derrota del líder, el Real Ávila. Posteriormente, el equipo salmantino sale vencedor del enfrentamiento ante La Bañeza (0-2). En dicho encuentro, disputado el 12 de noviembre de 2017, Cristo se convierte en el máximo artillero de la historia del club, con 28 tantos. El posterior triunfo ante la SC Uxama aumenta la racha invicta de los charros a 10 partidos, sumando 28 de los últimos 30 puntos posibles. 
El 26 de noviembre de 2017 se disputó el primer derbi entre el CF Salmantino y Unionistas CF en el estadio Helmántico (campo de la extinta Unión Deportiva Salamanca), con victoria para los locales de 1-0. 
Finalmente, el 1 de mayo y a dos jornadas para el final de la liga regular, el club se proclamó matemáticamente Campeón del Grupo VIII de Tercera División tras vencer 1-5 al CD Becerril.
Tras caer derrotados en la "Ronda de Campeones" frente al Club Deportivo Don Benito (0-0 / 1-0), el club se enfrenta en la segunda ronda de eliminación a la Sociedad Deportiva Tarazona a la que vence en el global de la eliminatoria por 5-4, clasificándose de ese modo para la última ronda de la eliminatoria de ascenso, finalmente el club logra el ascenso a la Segunda División B el 23 de junio tras vencer 3-2 a la UD Socuéllamos (1-0 / 3-1).

### Temporada 2018-19: debut en Segunda B
Tras el ascenso, el club despide a quien fuese su primer y único técnico hasta la fecha, "Astu" González, y anuncia la contratación de Roberto Aguirre, técnico con dilatada experiencia en la nueva categoría. Además, con el objetivo de lograr la permanencia, se refuerza el equipo con varios jugadores también con experiencia previa en Segunda B (e incluso en Segunda o Primera).
En esa misma temporada, a pesar de tener una humilde plantilla, un escaso presupuesto y un objetivo principal de salvaguardar la plaza en la división de bronce, logran hacer una buena primera vuelta, acabándola en la octava posición y a tan solo 4 puntos del play off, consiguiendo victorias tan importantes como contra la Ponferradina (1-0) en las Pistas del Helmántico frente a su público en el último minuto de partido (gol de Diego Hernández), siendo la Ponferradina hasta ese momento, el único equipo español invicto. Otros buenos partidos de esta temporada del equipo fueron el empate a uno en casa del colíder (Fuenlabrada) y el empate a cero en un histórico campo como Pasarón (Pontevedra). El equipo en la primera vuelta consigue un racha de 12 partidos invictos hasta perder en Vigo contra el Rápido de Bouzas por 4-1 tras el parón navideño. 
La segunda vuelta continuó con un patrón de juego netamente defensivo, a pesar de todo, el equipo certificó el objetivo de la permanencia dos jornadas antes del final de liga. Además, contra todo pronóstico, logró en la última jornada adelantar al Coruxo CF en la clasificación, obteniendo de ese modo la novena plaza, que otorgaba el acceso a la Copa del Rey de la temporada 19/20, mejorando así las expectativas marcadas al inicio de la temporada.

### Temporada 2019-20: éxito en Copa del Rey
El club arrancó con un mal inicio, consiguiendo únicamente una victoria en los primeros 10 partidos. El 27 de octubre de 2019, tras una nueva derrota en la jornada 10 ante el colista Arenas de Getxo, la directiva decidió prescindir de su entrenador, Roberto Aguirre. Dos días después, Unionistas anunciaba el contrato de su nuevo entrenador, Carlos Jabier Luaces Carreño, más conocido como Jabi Luaces, que en sus 10 primeros encuentros consigue cinco triunfos y saca al equipo del descenso por primera vez en cinco meses.
El club se enfrentó al Real Madrid Club de Fútbol en los dieciseisavos de final de la Copa del Rey en el que fue el primer duelo de la historia de los salmantinos contra un equipo de Primera División. El partido, disputado en las Pistas del Helmántico el 22 de enero de 2020, finalizó con un resultado de 1-3 favorable a los madrileños, quienes avanzaron a la siguiente ronda. Álvaro Romero fue el autor del tanto unionista, que significó el empate (1-1) momentáneo del encuentro.
A pesar de ocupar el 16° puesto en la clasificación correspondiente a la disputa del play-out por la permanencia en el momento de la suspensión de las competiciones deportivas por la pandemia del Covid-19, Unionistas se mantiene en la categoría al estipularse que dado que en esa temporada no habrá ningún descenso.

### Temporada 2020-21: traslado al Reina Sofía

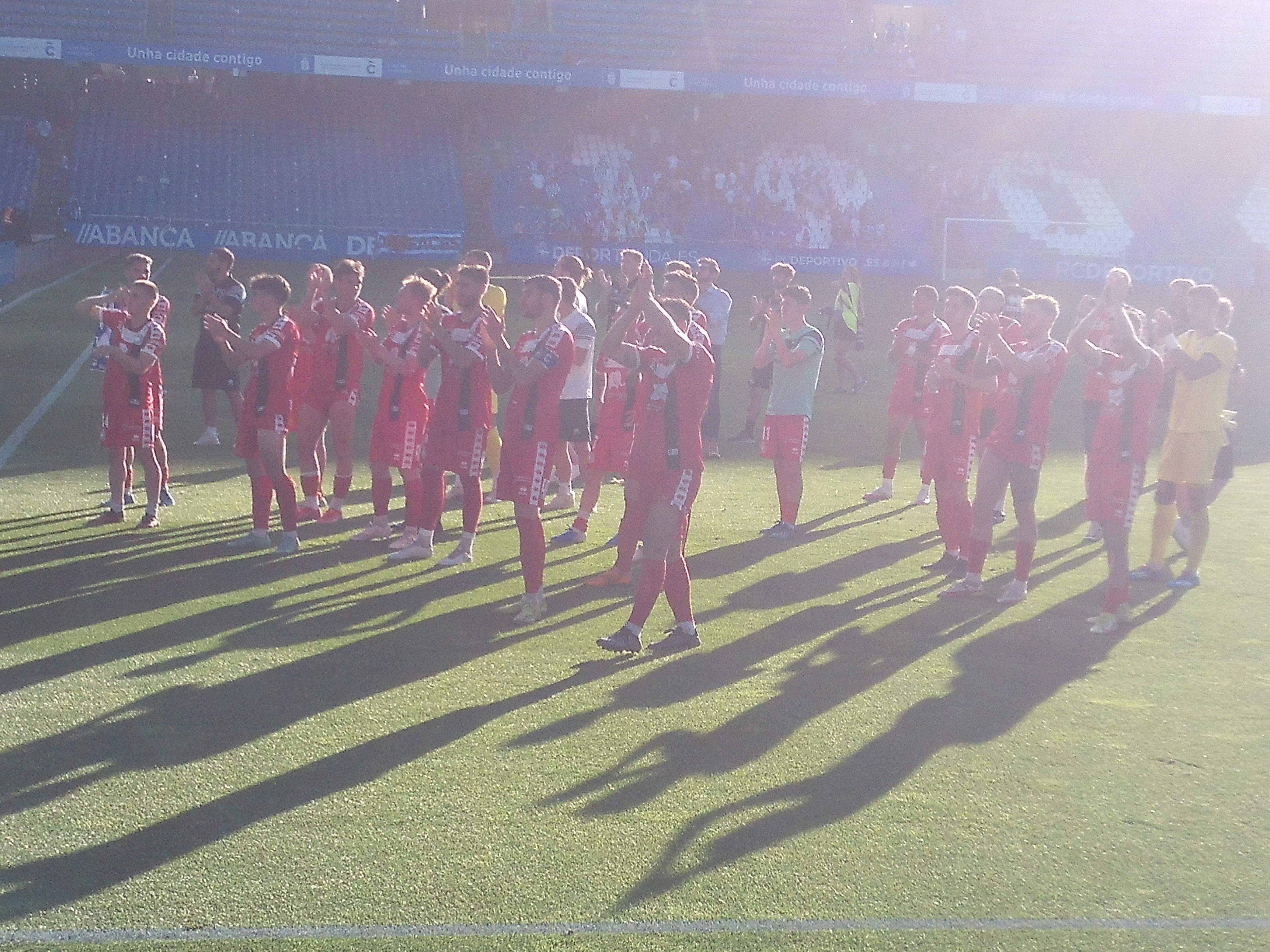
Jugadores de Unionistas agradecen el apoyo a la afición.

El inicio de una temporada clave, debido a la reestructuración del futbol semi-profesional español, está marcado por la "mudanza" al nuevo Estadio Municipal Reina Sofía de la capital salmantina. Tras un inicio fulgurante, marcado por una gran solidez defensiva, el equipo se proclama campeón de invierno del subgrupo 1A con un total de 20 puntos en la clasificación. Esto, además, le convierte en el mejor equipo de todo el Grupo I y el tercer mejor clasificado de toda la Segunda B (sólo tras la UD Ibiza y el CD Badajoz). 
Tras una segunda vuelta con resultados más discretos, Unionistas de Salamanca logra finalmente el ascenso a 1.ª RFEF, finalizando la primera fase de la competición en segunda posición (empatado a 30 puntos con el primer y tercer clasificado).
En esta segunda fase mantiene la posibilidad de acceder a la eliminatoria hasta el último momento, y vuelve a demostrar un juego muy vistoso. Finalmente cae derrotado contra el filial del Real Valladolid lo que le impide clasificarse a las eliminatorias de ascenso (un empate si le hubiera clasificado). Acabando la que probablemente fuera la mejor temporada hasta el momento en la historia de Unionistas en la posición cuarta del grupo I de Segunda División B.

### Temporada 2021-22: nueva categoría

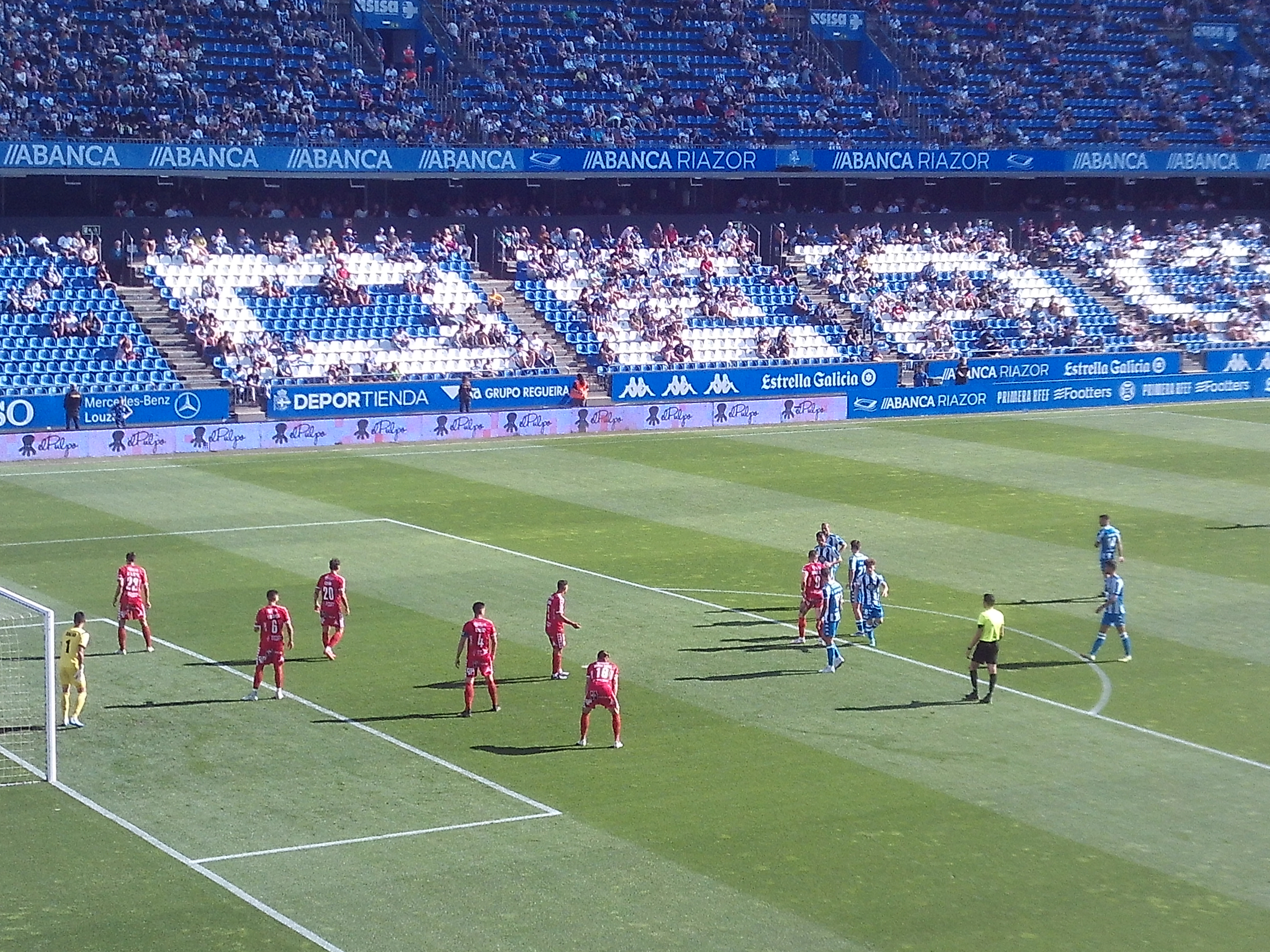
Partido disputado entre el Deportivo de La Coruña y Unionistas.

La temporada 2021/22 supuso la puesta en marcha de la 1.ª RFEF, la nueva categoría diseñada por la RFEF tras la reestructuración del fútbol no profesional. Tras la marcha de Hernán Pérez, Dani Mori se hacía cargo del equipo. El equipo pudo estrenar por fin el Estadio Reina Sofía ante toda su afición y lo hizo con un 2-2 contra la Cultural Leonesa, marcando Pablo Espina el primer gol en el nuevo feudo ante toda su afición, a los pocos minutos de iniciarse el encuentro.
El 14 de marzo de 2022 con la salvación prácticamente conseguida pero después de una mala racha del equipo, Luis Ayllón sustituye a Dani Mori con el objetivo puesto en el playoff y llegando a la última jornada aún con opciones. Es tras un gran partido en Riazor, con la grada visitante prácticamente llena y un hermanamiento con la afición del Deportivo de la Coruña, cuando finalmente no consiguen meterse entre los 5 mejores del grupo, quedando a 1 punto del playoff y la clasificación directa para la copa del Rey. Con la temporada ya terminada, el día 1 de junio de 2022, el club llega a un acuerdo con Luis Ayllón que pone fin a su estancia en unionistas.

### Temporada 2022-23: remontada milagrosa a final de temporada
La temporada se encara teniendo que afrontar numerosas e importantes bajas, pese a la renovación de jugadores importantes como Jesús de Miguel pichichi de la temporada anterior o Héctor Nespral. 
El club para este nuevo proyecto elige a Raúl Casany como técnico. El inicio de temporada no es bueno, sin poder conseguir una victoria hasta la jornada 6 y coqueteando con el descenso. Los últimos dos meses del año son irregulares logrando dos victorias contra equipos que en ese momento iban líderes y que acabarían por ascender como Racing de Ferrol y Alcorcón pero contrasta con las malas sensaciones frente a Talavera o Cultural Leonesa. Iván Chapela, jugador cedido por el Cádiz, comienza a destacar contribuyendo en 6 de los 14 goles del equipo en los primeros meses. 
El año se inicia con victorias solventes frente a rivales directos, pero las malas sensaciones se agravan y después de caer al descenso tras tres derrotas y un empate en cuatro partidos el club decide cesar al entrenador Raúl Casany. El mercado de invierno finalizó con la venta más importante del club en su historia al venderse a Jesús de Miguel por una cifra cercana a su cláusula de rescisión cifrada en 150.000€, además de la pérdida de otros jugadores como David Vicente, lo que obliga al club a reforzarse en invierno.
El club apuesta por Daniel Ponz como entrenador del equipo para el tramo final de temporada, el equipo muy trabajado tácticamente por el nuevo técnico logra una gran solvencia ofensiva con un juego vistoso y directo al espacio y una rocosidad defensiva que le vale para ganar ocho de los diez primeros partidos de Ponz al frente del equipo, la mayoría de ellos por ventaja de un gol. El equipo rápidamente deja de mirar al descenso y se centra en la clasificación a la eliminatoria de ascenso, objetivo matemáticamente muy complicado que no obstante esta a punto de conseguirse, el equipo finalmente acaba en una meritoria séptima posición igualando la temporada anterior y consiguiendo la clasificación para la siguiente edición de la Copa del Rey.

### Temporada 2023-24: nuevo éxito en Copa del Rey
El club, pese a los altibajos, logra realizar un gran papel en la Primera Federación. Si bien se llega con opciones matemáticas de lograr la clasificación para el play-off de ascenso a 2ª División, finalmente queda a las puertas (acabando en 7º lugar y logrando una meritoria clasificación a la Copa del Rey).
En la Copa del Rey, el club tuvo una destacada participación, logrando avanzar en las primeras rondas y enfrentándose a equipos de categorías superiores. Logra eliminar al Real Sporting de Gijón y avanzar a dieciseisavos de final, enfrentándose al Villareal CF, de 1ª División. Tras un accidentado y mediático partido (puesto que, debido a un corte en el suministro eléctrico, la prórroga debió jugarse al día siguiente) se logra eliminar también al club castellonense, dos categorías superior y recientemente semifinalista de UEFA Champions Lesgue, clasificándose así a los octavos de final (el mejor resultado histórico del club en la competición). En enero de 2024 se recibe en el Reina Sofía al FC Barcelona, acabando el partido en derrota del equipo local por 1-3, tras adelantarse el conjunto charro en el primer tiempo con un gol del salmantino Alvaro Gómez.

## Uniforme
- Uniforme titular: camiseta con mitad derecha negra y mitad izquierda blanca, pantalón negro, medias blancas con franjas horizontales negras.
- Uniforme alternativo: camiseta azul marino con detalles dorados y patrón de estrellas en recuerdo al Cielo de Salamanca. Pantalones azul claro.

La composición y los colores del uniforme titular fueron elegidos por votación el 9 de noviembre de 2013. La propuesta consistente en camiseta a dos colores -mitad derecha blanca y mitad izquierda negra-, pantalón negro y medias blancas con franjas horizontales negras tuvo el respaldo del 61,57% de la asamblea de socios. El 22 de marzo de 2014 se eligió la indumentaria alternativa con el apoyo del 51,22% de los votos, consistente en un conjunto completamente rojo con una franja horizontal blanquinegra atravesando la camiseta a la altura del pecho. 
En la asamblea del 25 de marzo de 2015 salió elegida una tercera equipación para la temporada 2015/16: camiseta amarilla, pantalón negro y medias negras con franjas horizontales amarillas.
El 13 de mayo de 2016 se eligió, mediante votación telemática, un nuevo modelo para la segunda equipación que asemejaba un hornazo típico salmantino, con camiseta color naranja, pantalón blanco y medias naranjas.
Las votaciones entre los socios con tal de elegir nuevas equipaciones, son efectuadas con un período de dos años. Así pues, fueron elegidas nuevas indumentarias al inicio de las temporadas 2016-17, 2018-19, 2020-21 y 2022-23.

### Cronología de uniformes
La siguiente tabla detalla cronológicamente las empresas fabricantes de indumentaria y los patrocinadores:
| Periodo   | Firma deportiva | Patrocinador principal                                  | Otros patrocinadores                                                       |
| --------- | --------------- | ------------------------------------------------------- | -------------------------------------------------------------------------- |
| 2014-2016 | Sydney Sport    | Maderas Asensio                                         | Ecotisa Grupo, Ian&Eoin, GK3, Pakipalla, Clínica Dental Urbina             |
| 2016-2023 | Erreà           | Ecotisa Grupo                                           | El Norte de Castilla, Clínica Campoamor, Pakipalla, Clínica Dental Urbina  |
| 2023 -    | Erreà           | Equipo masculino: Don QR Equipo femenino: Ecotisa Grupo | Ternera Charra, Restaurante Guinaldo, MMG Ibéricos, Pakipalla, Clima-Tobio |

## Escudo
El escudo de Unionistas de Salamanca, obra de Víctor Bernal y Rubén Arévalo, fue elegido mediante votación popular en asamblea de socios celebrada el 9 de noviembre de 2013 obteniendo el respaldo del 55,40% de los socios frente al resto de propuestas.

Se trata de un escudo circular con un toro y un balón como protagonistas. La heráldica charra mantiene el emblema del toro en numerosas representaciones y no solo engloba a la capital, también se extiende como símbolo de la provincia. El balón clásico representa la añoranza de un fútbol romántico. La tipografía empleada es la Vitor, la más emblemática de la ciudad por su relación con la Universidad de Salamanca. En el escudo se incluyen los dos lemas oficiales del club: In Memoriam UDS 1923-2013 y Ad astra per aspera. También aparecen 9 estrellas, una por cada década de vida de la Unión Deportiva Salamanca.

## Himno
Fue escrito por Jesús Méndez, ex socio de la UD Salamanca durante 31 temporadas, y compuesto por el grupo salmantino Kritter, saliendo elegido por los socios del club en la asamblea general del 9 de noviembre de 2013 de entre seis propuestas diferentes.  La letra es la siguiente:
| Ya estamos aquí, te vengo a animar, gritaremos "¡sí, vamos a por ellos!". Fuerza y pundonor, somos indomables, nuestros sueños no son inalcanzables. Unionistas, ¡ya estamos aquí!, con orgullo para competir. Unionistas rinde siempre honor a un equipo, la encina y el balón. Y a aquel que a mí me dio la pasión, no voy a olvidarte, ¡no! Blanco y negro es nuestro corazón, las estrellas son décadas gloriosas. La palabra "¡Unión!", nuestra religión. Propia identidad, somos tu legado. Unionistas, ¡ya estamos aquí! Gane o pierda, siempre hasta morir. Salamanca quiere celebrar que un equipo vuelve a brillar. Toda la ciudad, sin dudar, ¡viene a animarte! |

## Afición

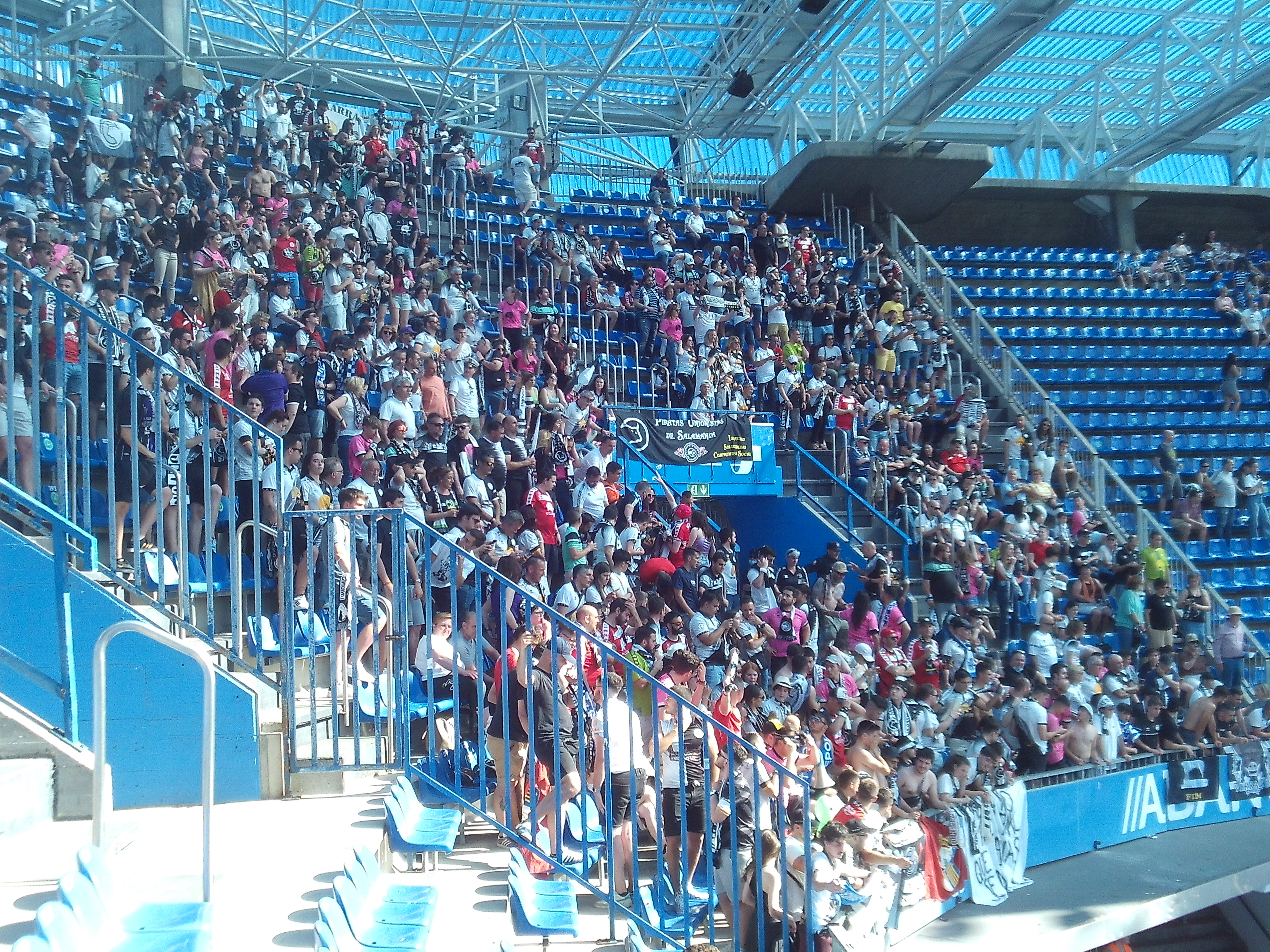
Afición de Unionistas de Salamanca en Riazor. Durante el encuentro los aficionados unionistas sacaron una pancarta "El Dépor es de primera".

El club cuenta con más de 5000 socios siendo "Exiliados Unionistas", "USCF Fans", "Piratas Unionistas", "Peña Óskar Martín - Unionistas País Vasco", "USCF Ciudad Rodrigo", "Frizzante Fans", "Komando Unionistas y "Salida 82" son las peñas que pertenecen a la Federación de Peñas Unionistas (FPU). A parte, también hay algunas peñas oficiales que no pertenecen a la FPU como "La Grada del Barrio", "La Rosquilla Mecánica", "Komando Arribes", "Barrikada Unionista" y "Garriders".
Algunas peñas oficiales, que son "USCF FANS", "La Grada del Barrio", "La Rosquilla Mecánica", "Exiliados", "Komando Arribes", "Komando Unionistas" y algunos aficionados individuales, de la mano del club, formaron "Fondo Popular", una agrupación para preparar la animación sin entrar en violencia o política.
La afición de Unionistas es conocida por siempre tener buenos tratos con el resto de aficiones y tener una gran animación a pesar de los pocos años que lleva existiendo el club, estando hermanados con aficiones de equipos como el Real Club Deportivo de la Coruña, la Sociedad Deportiva Logroñés o la Sociedad Deportiva Ponferradina

## Instalaciones

### Campo Rosa Colorado ("La Sindical")
El club jugó sus encuentros como local durante la temporada 2014/15 en el campo municipal Rosa Colorado Luengo, popularmente conocido como "La Sindical" y cedido por el Ayuntamiento de Salamanca. La gran afluencia de público en los partidos, en la mayoría de ocasiones superando los mil espectadores, y también la presión social que demandaba mejoras y una mayor seguridad, obligó al Ayuntamiento de Salamanca a ofertar al club que el primer equipo disputase sus partidos en las Pistas anexas al Estadio Helmántico, unas instalaciones con mayor capacidad y por tanto más acordes con el número de seguidores del club.

### Estadio Ciudad de Salamanca ("Las Pistas")
Desde la temporada 2015/16 y hasta el comienzo de la temporada 2020/21, el primer equipo jugó sus partidos como local en Las Pistas, propiedad del Ayuntamiento de Salamanca, instalación situada en los anexos del Helmántico, a la que se accede por la carretera de Zamora, y ubicada en el término municipal de Villares de la Reina. Tiene capacidad para más de 3.000 espectadores y cuenta con un campo de hierba natural, pista de atletismo, grada techada, aparcamiento para vehículos, desfibrilador y servicio de bar. A principios de la temporada 2016/17 el club desarrolló un sistema informático para el control de acceso de los espectadores.

### Estadio Municipal Reina Sofía
El 22 de noviembre de 2018, se anuncia un acuerdo entre los clubes Real Salamanca Monterrey CF, Unionistas de Salamanca CF y el ayuntamiento de Salamanca, por el que ambos compartirán el campo Reina Sofía. Por su parte el consistorio inició los trámites para ampliar las gradas del estadio, pasando de una a cuatro gradas, todas con asientos y techado, elevando la capacidad a casi 5.000 espectadores y habilitando cabinas de prensa, un nuevo césped artificial e iluminación acorde a la normativa de Primera División. Aunque estaba previsto que Unionistas se mudase a dicho estadio a mediados de la temporada 2019/20, el traslado no pudo realizarse hasta el inicio de la temporada 2020-21 (pese a que las obras no habían finalizado aún). Esta decisión se tomó tras consultar a todos los socios.
Para la temporada 2022-2023, según los requisitos de la categoría donde participan (primera RFEF) el feudo unionista debía contar con un tapete de césped natural. Para ello abrieron un crowdfounding con el objetivo de recaudar los 300.000 euros necesarios para la obra. En tan solo 3 días cumplieron el objetivo llegando hasta pasados los 400.000 euros.

### Sede y tienda
Unionistas dispone de oficinas en la calle Badajoz en régimen de alquiler, donde se realiza el trabajo administrativo del club. En la céntrica calle La Rúa, entre la Plaza Mayor, la Universidad de Salamanca y la Catedral Nueva, está abierta la tienda oficial del club que también sirve como punto de atención al público y venta de merchandising oficial.

## Filial
Durante el año 2021, Unionistas de Salamanca anunció la creación de un equipo filial, con tal de fomentar el desarrollo de los jugadores de la cantera y dar solución al salto de calidad existente entre el Juvenil A de la cantera y el primer equipo.
Unionistas CF "B" (cómo se denominó el equipo) milita en Regional de Aficionados de Castilla y León Grupo 2 y disputa sus partidos en el campo anexo de hierba artificial del Reina Sofía.
En la temporada 2021-2022 debutan en la última categoría del fútbol charro, quedando campeones a falta de una jornada y ascendiendo para la temporada 2022-2023 a la categoría Regional.

## Cantera
Las categorías inferiores entrenan y juegan sus partidos oficiales en el campo Reina Sofía y en las instalaciones deportivas de La Aldehuela.
| Equipos de base para la temporada 2022-23 \| Equipo \| División \| \| ------------------- \| ----------------------- \| \| Filial \| 1.ª División Regional \| \| Juvenil A \| Liga Nacional \| \| Juvenil B \| Liga Recoletas grupo B \| \| Juvenil C \| 2.ª División Provincial \| \| Cadete A \| Liga SsangYong \| \| Cadete B \| 2.ª División Regional \| \| Cadete C \| 1.ª División Provincial \| \| Infantil A \| 1.ª División Regional \| \| Infantil B \| 1.ª División Provincial \| \| Infantil C \| 2.ª División Provincial \| \| Alevín A \| 1.ª División Provincial \| \| Alevín B \| 2.ª División Provincial \| \| Alevín C \| 2.ª División Provincial \| \| Benjamín A \| 1.ª División Provincial \| \| Benjamín B \| 2.ª División Provincial \| \| Benjamín C \| 3.ª División Provincial \| \| Prebenjamín A \| 1.ª División Provincial \| \| Prebenjamín B \| 2.ª División Provincial \| \| Prebenjamín C \| 3.ª División Provincial \| \| Pequeños Unionistas \| Debutantes \| |                         |
| Equipo | División                |
| Filial | 1.ª División Regional   |
| Juvenil A | Liga Nacional           |
| Juvenil B | Liga Recoletas grupo B  |
| Juvenil C | 2.ª División Provincial |
| Cadete A | Liga SsangYong          |
| Cadete B | 2.ª División Regional   |
| Cadete C | 1.ª División Provincial |
| Infantil A | 1.ª División Regional   |
| Infantil B | 1.ª División Provincial |
| Infantil C | 2.ª División Provincial |
| Alevín A | 1.ª División Provincial |
| Alevín B | 2.ª División Provincial |
| Alevín C | 2.ª División Provincial |
| Benjamín A | 1.ª División Provincial |
| Benjamín B | 2.ª División Provincial |
| Benjamín C | 3.ª División Provincial |
| Prebenjamín A | 1.ª División Provincial |
| Prebenjamín B | 2.ª División Provincial |
| Prebenjamín C | 3.ª División Provincial |
| Pequeños Unionistas | Debutantes              |

## Datos y trayectoria
Trayectoria de Unionistas de Salamanca Club de Fútbol:
- Temporadas en Primera Federación: 5 (2021/22, 2022/23, 2023/24, 2024/25, 2025/26)
- Temporadas en Segunda División B: 3 (2018/19, 2019/20, 2020/21)
- Temporadas en Tercera División: 2 (2016/17, 2017/18)
- Temporadas en Regional: 1 (2015/16)
- Temporadas en Provincial: 1 (2014/15)
- Participaciones en Copa RFEF: 2 (2020/21, 2022/23)
- Participaciones en Copa del Rey: 5 (2018/19, 2019/20, 2021/22, 2023/24, 2024/25)
- Mejor puesto en Liga: 4.º en 2.ª B (2020/21).
- Peor puesto en Liga: 1.º en Provincial (2014/15).
- Mejor puesto en Copa del Rey: Octavos de final (2023/24)
- Peor puesto en Copa del Rey: Sesentaicuatroavos de final (2018/19)
- Jugador con más partidos: Carlos De la Nava (201 partidos).
- Máximo goleador en una temporada: 24 goles (Nacho Sánchez, Provincial 2014/15, y Vitolo, Regional 2015/16).
- Portero menos goleado en una temporada: 9 goles (Chaquetín, Provincial 2014/15).
- Mayor racha sin perder: 54 partidos (26/04/2015 a 18/12/2016).

## Títulos

### Trofeos oficiales
- Campeonatos de Liga de Tercera División Grupo VIII: 1 (2017/18).
- Campeonatos de Liga de Regional Grupo B: 1 (2015/16).
- Campeonatos de Liga de Provincial: 1 (2014/15).

### Trofeos Amistosos
- Memorial Unión Deportiva Salamanca: 7 (2014/15, 2016/17, 2017/18, 2018/19, 2021/22, 2023/24, 2024/25).
- Trofeo Ciudad de Ávila 1 (2021)
- Trofeo Ciudad de Benavente: 1 (2022).
- Copa FASFE - José Angel Zalba (2023) [41]

## Historial
| Temporada | Categoría                                 | Nivel | PJ | G  | E  | P  | GF  | GC | DF  | Pts | Posición   | Máximo goleador       |
| --------- | ----------------------------------------- | ----- | -- | -- | -- | -- | --- | -- | --- | --- | ---------- | --------------------- |
| 2014-2015 | Provincial de Salamanca                   | 6     | 22 | 19 | 2  | 1  | 72  | 9  | +63 | 59  | 1.º de 12  | Nacho Sánchez (24)    |
| 2015-2016 | Regional de Castilla y León - Grupo B     | 5     | 34 | 27 | 7  | 0  | 114 | 27 | +87 | 88  | 1.º de 18  | Vitolo (24)           |
| 2016-2017 | Tercera División - Grupo VIII             | 4     | 38 | 22 | 12 | 4  | 77  | 29 | +48 | 78  | 3.º de 20  | Cristo (20)           |
| 2017-2018 | Tercera División - Grupo VIII             | 4     | 38 | 25 | 5  | 8  | 72  | 34 | +38 | 80  | 1.º de 20  | Cristo (17)           |
| 2018-2019 | Segunda División B - Grupo I              | 3     | 38 | 12 | 16 | 10 | 39  | 37 | +2  | 52  | 9.º de 20  | De la Nava y Unai (6) |
| 2019-2020 | Segunda División B - Grupo II             | 3     | 28 | 8  | 7  | 13 | 39  | 43 | -4  | 31  | 16° de 20  | Grande (9)            |
| 2020-2021 | Segunda División B - Grupo I - Subgrupo A | 3     | 24 | 11 | 6  | 7  | 24  | 17 | +7  | 39  | 4.º de 20  | De la Nava (5)        |
| 2021-2022 | Primera División RFEF - Grupo 1           | 3     | 38 | 16 | 13 | 9  | 55  | 37 | +18 | 61  | 7.º de 20  | De Miguel (12)        |
| 2022-2023 | Primera Federación - Grupo 1              | 3     | 38 | 15 | 11 | 12 | 38  | 40 | -2  | 56  | 7.º de 20  | Chapela (8)           |
| 2023-2024 | Primera Federación - Grupo 1              | 3     | 38 | 15 | 13 | 10 | 40  | 29 | +11 | 58  | 7.º de 20  | Slavy (13)            |
| 2024-2025 | Primera Federación - Grupo 1              | 3     | 38 | 10 | 16 | 12 | 42  | 46 | -4  | 46  | 15.º de 20 | De la Nava (6)        |
| 2025-2026 | Primera Federación - Grupo                | 3     | 0  | 0  | 0  | 0  | 0   | 0  | 0   | 0   | -.º de 20  | -                     |

PJ = Partidos jugados; G = Ganados; E = Empatados; P = Perdidos; GF = Goles a favor; GC = Goles en contra; DF = Diferencia de goles; Pts = Puntos

### Participaciones en Playoff de Ascenso a Segunda B
| Temporada | Ronda                     | Rival                   | Local | Visitante | Global |  |
| --------- | ------------------------- | ----------------------- | ----- | --------- | ------ |  |
| 2016-17   | Primera Eliminatoria      | Águilas F. C.           | 1-0   | 1-1       | 2-1    |  |
| 2016-17   | Segunda Eliminatoria      | C. D. Olímpic de Xátiva | 1-0   | 5-0       | 1-5    |  |
| 2017-18   | Eliminatoria de Campeones | C. D. Don Benito        | 0-0   | 1-0       | 0-1    |  |
| 2017-18   | Segunda Eliminatoria      | S. D. Tarazona          | 2-0   | 4-3       | 5-4    |  |
| 2017-18   | Tercera Eliminatoria      | U. D. Socuéllamos C. F. | 3-1   | 1-0       | 3-2    |  |

### Participaciones enCopa del Rey
Información:
| Temporada | Ronda                         | Rival                        | Categoría | Local       | Visitante | Global      |  |
| --------- | ----------------------------- | ---------------------------- | --------- | ----------- | --------- | ----------- |  |
| 2018-19   | Primera Ronda (1/128)         | Rápido de Bouzas             | 2ª Div. B |             | 0-4       | 4-0         |  |
| 2018-19   | Segunda Ronda (1/64)          | Lorca C. F.                  | 3ª Div.   |             | 2-1       | 1-2         |  |
| 2019-20   | Primera ronda (1/64)          | C. D. Atlético Baleares      | 2ª Div. B | 1-0         |           | 1-0         |  |
| 2019-20   | Segunda Ronda (1/32)          | R. C. Deportivo de la Coruña | 2ª Div.   | 1-1 → p 8-7 |           | 1-1 → p 8-7 |  |
| 2019-20   | Dieciseisavos de final (1/16) | Real Madrid C. F.            | 1ª Div.   | 1-3         |           | 1-3         |  |
| 2021-22   | Primera ronda (1/64)          | Algeciras C. F.              | 1ª Fed.   |             | 1-2       | 2-1         |  |
| 2021-22   | Segunda Ronda (1/32)          | Elche C. F.                  | 1ª Div.   | 0-1         |           | 0-1         |  |
| 2023-24   | Primera ronda (1/64)          | S. D. Gernika Club           | 2ª Fed.   |             | 0-2       | 2-0         |  |
| 2023-24   | Segunda ronda (1/32)          | Real Sporting de Gijón       | 2ª Div.   | 2-0         |           | 2-0         |  |
| 2023-24   | Dieciseisavos de final (1/16) | Villarreal C. F.             | 1ª Div.   | 1-1 → p 7-6 |           | 1-1 → p 7-6 |  |
| 2023-24   | Octavos de final (1/8)        | F. C. Barcelona              | 1ª Div.   | 1-3         |           | 1-3         |  |
| 2024-25   | Primera ronda (1/64)          | Utebo F. C.                  | 2ª Fed.   |             | 0-4       | 4-0         |  |
| 2024-25   | Segunda ronda (1/32)          | Rayo Vallecano de Madrid     | 1ª Div.   | 2-3         |           | 2-3         |  |

## Organigrama deportivo

### Jugadores
| Máximos goleadores | Máximos goleadores       | Máximos goleadores | Más partidos disputados | Más partidos disputados | Más partidos disputados |
| ------------------ | ------------------------ | ------------------ | ----------------------- | ----------------------- | ----------------------- |
| 1.                 | Cristo Medina            | 41 goles           | 1.                      | Carlos De la Nava       | 235 partidos            |
| 2.                 | Carlos De la Nava        | 32 goles           | 2.                      | Ramiro Mayor            | 158 partidos            |
| 3.                 | Isaac Manjón             | 29 goles           | 3.                      | Héctor Nespral          | 130 partidos            |
| 4.                 | "Nacho" Sánchez          | 27 goles           | 4.                      | Jesús Hernández "Piojo" | 106 partidos            |
| 5.                 | Víctor González "Vitolo" | 24 goles           | 5.                      | Jon Rojo                | 100 partidos            |

Nota: En negrita los jugadores aún activos en el club.

## Junta directiva

### Elecciones a la Presidencia de Unionistas

#### 26 de agosto de 2013
Se designa en funciones, por aclamación, a Javier Tejedor Rodríguez, a condición de que se celebren elecciones antes del 30 de junio de 2014. El presidente en funciones, tras haber perfilado las estructuras básicas del club, disuelve la Junta Directiva el 24 de marzo de 2014 y convoca elecciones para el 26 de abril siguiente.

#### 26 de abril de 2014
Se presenta un solo candidato a las elecciones, Javier Tejedor Rodríguez. Ante la ausencia de competidores, las elecciones nunca se celebran y Tejedor es investido y toma posesión el 15 de abril como presidente de Unionistas de Salamanca para un mandato de 3 años. El 29 de marzo de 2017, para evitar la coincidencia de las elecciones con la trascendental fase de ascenso a Segunda B que se presumía tendría que disputar el equipo, Tejedor disuelve la Junta Directiva y convoca elecciones anticipadas para el 29 de abril siguiente.

#### 29 de abril de 2017
Un solo candidato a presidente concurre a las elecciones, Miguel Ángel Sandoval Herrero. Las elecciones no se celebran finalmente, y Sandoval es investido presidente el 18 de abril, con un mandato de 3 años de duración.

#### 18 de mayo de 2020
La candidatura de Miguel Ángel Sandoval Herrero vuelve a ser la única presentada, por lo que se proclama presidente por otros 3 años.

#### 25 de abril de 2023
Solo Roberto Pescador Jiménez se presenta como candidato, por lo que es proclamado por 3 años como presidente.

## Trofeos

### MemorialUnión Deportiva Salamanca
Este trofeo consiste en la celebración de un partido amistoso en el que al final del mismo se le entrega al ganador el trofeo “Memorial UDS”.
| Temporada | Local             | Visitante              | Resultado |
| --------- | ----------------- | ---------------------- | --------- |
| 2014/15   | Unionistas CF (1) | CyD Leonesa            | 2-0       |
| 2015/16   | Unionistas CF     | CD Guijuelo (1)        | 2-3       |
| 2016/17   | Unionistas CF (2) | R. Valladolid Promesas | 2-1       |
| 2017/18   | Unionistas CF (3) | AD Mérida              | 1-1*(4-1) |
| 2018/19   | Unionistas CF (4) | CF Talavera            | 1-0       |
| 2019/20   | Unionistas CF     | AD Mérida (1)          | 1-2       |
| 2021/22   | Unionistas CF (5) | CD Leganés B           | 3-0       |
| 2022/23   | Unionistas CF     | R. Valladolid CF (1)   | 1-2       |
| 2023/24   | Unionistas CF (6) | CD Badajoz             | 2-0       |
| 2024/25   | Unionistas CF (7) | Zamora CF              | 2-0       |

### Trofeo Ecotisa
Cada año los socios eligen al mejor jugador de la temporada en este trofeo. El trofeo ha llevado en cada temporada el nombre del principal patrocinador del club.
| Temporada | Jugador           |
| --------- | ----------------- |
| 2014/15   | Nacho Sánchez     |
| 2015/16   | Vitolo            |
| 2016/17   | Javi Díaz         |
| 2017/18   | Carlos de la Nava |
| 2018/19   | Carlos Molina     |
| 2019/20   | Álvaro Romero     |
| 2020/21   | Carlos de la Nava |
| 2021/22   | Jesús de Miguel   |
| 2022/23   | Iván Chapela      |
| 2023/24   | Ramiro Mayor      |
| 2024/25   | Iván Martínez     |